# Ferry Slebe
Ferdinand Joseph Sleebe (Almelo, 3 mei 1907 - Den Haag, 13 maart 1994) was een Nederlands kunstschilder, die gerekend wordt tot de Nieuwe Haagse School. Hij signeerde zijn werk met Slebe, wat een rechtzetting was van een fout in de geboorteakte, overigens niet van hemzelf, zoals hij altijd heeft beweerd, maar van zijn vader ruim een halve eeuw eerder.

## Opleiding
In 1923 schreef Slebe zich in aan de avondcursus van de prestigieuze Koninklijke Academie van Beeldende Kunsten. Een succes was het niet. Tien jaar later probeerde hij het opnieuw bij de zojuist opgerichte Eerste Nederlandsche Vrije Studio in Den Haag onder leiding van Francis de Erdely en Chris de Moor. Hier leerde hij onder anderen Kees Andrea kennen, die eveneens bij de Vrije Studio betrokken was. Ondanks zijn scholing beschouwde hij zichzelf als autodidact. Zijn stroeve start heeft hem er in ieder geval niet van weerhouden zijn schilderkunst verder te ontwikkelen. In de jaren ’30 schilderde hij nog veelal bloemstillevens op een bijna klassieke wijze: ietwat fletse en donkere kleuren. Ook is uit deze periode een aantal landschappen bekend met zware luchten en grote wolkenpartijen. Hierin lijkt de invloed van de crisisjaren te bespeuren. Aan het eind van de jaren ’30 begon zijn schilderkunst zich te ontwikkelen. Zijn Montparnasse en Straatje in Parijs, waarschijnlijk geschilderd bij zijn buitenlandse reis langs de Belgische kust en naar Parijs, doen kubistisch aan.

## Rol in het Haagse kunstleven
Met het eind van de oorlog brak voor Slebe een nieuw tijdperk aan. Binnen enkele jaren ontwikkelde hij de vrolijke taferelen waardoor hij bekend werd: felle en frisse kleuren en naïeve, bijna amateuristische voorstellingen. Optimisme en vrolijkheid kenmerken zijn werk in deze periode. De harlekijnen en clowns deden hun intrede. Ook verschenen voor de eerste keer de fluitist en de banjo-spelende aap op het doek. Deze zouden als een rode draad in zijn werk blijven terugkeren. Hoewel hij zich ook waagde aan kubistische experimenten en zelfs meedeed aan een tentoonstelling van non-figuratieven, bleef hij het figuratieve trouw. Het is dan ook geen wonder dat hij zich eerst aansloot bij Verve en later De Nieuwe Ploeg. Ook kon hij zich rekenen tot de Posthoorngroep, genoemd naar het etablissement waar men zich verzamelde. Hier ontmoette hij medestanders als Co Westerik. Ook gaf hij les aan de Vrije Academie.

## Surrealisme
In de loop van de jaren ’60 en ’70 begon het surrealisme bij Slebe steeds grotere vormen aan te nemen. Grote vissen bevolken het doek en ook de fluitspeler kwam terug in zijn werken. Zijn Ode aan Jeroen Bosch is een pandemonium van mensen, een grote aap en een amfibie-achtig wezen. Droombeelden noemde hij deze schilderijen zelf; ze zijn ontstaan in zijn slaap.
In de laatste jaren van zijn leven beperkte Slebe zich steeds meer tot het schilderen van kleine miniatuurtjes. Hij bleef naaktschilderijen maken, maar straattafereeltjes maakten nu vaker deel uit van zijn productie. Ook maakte hij vaker uitstapjes naar een meer pointillistische stijl, zoals in Het Witte huis.

## ‘Kleine meester’
Zelf noemde Slebe zich graag een ‘kleine meester’ en dat was hij ook. Naar maatschappelijk succes taalde hij niet. ‘Ik schilder wat ik voel en geef het dan aan de wind mee. Iedereen mag er in zien wat hij of zij wil.’ Zijn oeuvre is desondanks enorm. Vele honderden schilderijen zijn van zijn hand gekomen.
- Biografisch Portaal: 73796430
- International Standard Name Identifier: 0000 0003 6905 9660
- Nederlandse Thesaurus van Auteursnamen: 070348545
- RKD-Nederlands Instituut voor Kunstgeschiedenis: 73017
- Virtual International Authority File: 289880008
- WorldCat: E39PBJvMxJ3KBBbR8PbC9Dycfq